# Aigondigné
Aigondigné é uma comuna francesa na região administrativa da Nova Aquitânia, no departamento de Deux-Sèvres. Estende-se por uma área de 69.87 km². Em 2010 a comuna tinha 4 847 habitantes (densidade: 69,4 hab./km²).
Foi criada em 1 de janeiro de 2017, a partir da fusão das antigas comunas de Mougon e Thorigné. Em 1 de janeiro de 2019, as antigas comunas de Aigonnay e Sainte-Blandine também foram incorporadas.